# تشارلز إتش. آدامز (سياسي)
تشارلز إتش. آدامز هو ناشر وسياسي أمريكي، ولد في 22 أبريل 1859 في روتشستر في الولايات المتحدة، وتوفي في 5 يونيو 1952 في ميلروز في الولايات المتحدة. نشط حزبياً في الحزب الجمهوري. وقد انتخب عضو مجلس نواب ماساتشوستس ‏.